# شيماني أصفر النقط
شيماني أصفر النقط (الاسم العلمي: Carangoides fulvoguttatus) (بالإنجليزية: Yellowspotted trevally)‏ هو نوع من الأسماك يتبع جنس الشيماني من فصيلة الشيميات.